# Zdeněk Pisk
Zdeněk Pisk (10. února 1927, Číchov – 10. února 2010) byl český diplomat, právník a publicista. 

## Biografie
Zdeněk Pisk se narodil v roce 1927 v Číchově u Třebíče, vystudoval obchodní akademii v Třebíči, na konci druhé světové války byl totálně nasazen. V roce 1948 odešel do Prahy, kde mezi lety 1948 a 1952 vystudoval Právnickou fakultu Univerzity Karlovy, tamtéž získal titul doktora práv. Během studií působil v národní správě znárodněné společnosti J. Posselt v Jablonci nad Nisou, následně pak působil jako úředník ve společnosti Skloexport. V letech 1952–1956 pracoval jako prokurátor generální prokuratury. V dubnu roku 1957 nastoupil do diplomatických služeb, brzy poté nastoupil na pozici III. tajemníka velvyslanectví ve Washingtonu, v roce 1961 byl povýšen na II. tajemníka na téže ambasádě.
V květnu roku 1963 se vrátil do Prahy a působil na MZV v právním odboru, mezi lety 1964 a 1966 působil také jako tajemník kvalifikační komise. V červnu roku 1966 byl vyslán na pozici I. tajemníka stálé mise OSN v New Yorku, hned o čtvrt roku později byl však ze Spojených států pro údajnou špionáž vypovězen. V listopadu roku 1967 působil jako I. tajemník a následně i rada velvyslanectví v Moskvě. V lednu roku 1970 se vrátil do Prahy, kde působil ve vedení právního odboru MZV. V roce 1972 obdržel titul kandidáta věd.
V září 1977 byl vyslán na pozici velvyslance do Madridu, tam působil do prosince roku 1982, posléze se vrátil zpět na pozici vedoucího právního odboru MZV v Praze. Od ledna 1988 do dubna roku 1990 působil jako velvyslanec v Uruguayi.